# Mélanie Leray
Mélanie Leray est une actrice et une metteure en scène française de théâtre.

## Biographie
Après l’école du Théâtre National de Bretagne Mélanie Leray participe avec les élèves de sa promotion à la création du collectif Les Lucioles. En 2012, elle crée sa propre compagnie, La Compagnie 2052.

## Théâtre

### Metteuse en scène
Elle débute la mise en scène au centre pénitentiaire pour femmes de Rennes en 2000.
Elle co-met en scène deux pièces de Lars Norén : Automne et hiver puis La Veillée avec Pierre Maillet au Théâtre de la Bastille.
Elle met en scène deux jeunes auteurs français : Erma et moi de Mario Batista au Festival Corps de Texte à Rouen puis La Chaise du musicien Florian Parra au Théâtre du Rond-Point.
En association avec le TNB, elle crée trois textes britanniques : Leaves de Lucy Caldwell 2009, Contractions de Mike Bartlett 2012-2013 (Théâtre de la Ville et Théâtre National de Bretagne) et La Mégère apprivoisée (Comment dompter l’insoumise) de William Shakespeare puis Tribus de Nina Raine en 2017.
Elle dirige la promotion 9 de l’école du Théâtre national de Bretagne autour d’une adaptation de L’insoutenable légèreté de l’être de Kundera.  
En 2019, Girls and Boys de Dennis Kelly au théâtre du Petit-Saint-Martin obtient le Molière du meilleur seule en scène, le prix Laurent-Terzieff du Syndicat de la Critique et le prix Jean-Claude Brialy au festival d’Anjou.
En 2020, elle crée Viviane une adaptation tant théâtrale que cinématographique du roman de Julia Deck. Le spectacle est repris au théâtre Monfort.  
En 2022, elle crée à la Comédie de Caen Le Mérite une pièce qu’elle a co-écrite avec Maëlle Puéchoultres. Mélanie y est artiste associée depuis 2021.
En janvier 2024, Mélanie Leray créera Together de Denis Kelly, au théâtre de l'Atelier.

## Filmographie
Mélanie Leray est comédienne au théâtre et au cinéma :
- 1998: Louis La Brocante : Saison 1 Épisode 2 Louis et Violette de Pierre Sisser (Violette[1])

- 1999 : Selon Matthieu de Xavier Beauvois
- 2001 et 2002 : Les filles du Douze de Pascale Breton (Lutin du court métrage 2001 de la meilleure actrice)
- 2003 : Illumination de Pascale Breton
- 2007 : Avant-poste (film) de Emmanuel Parraud
- 2008 : La Tête ailleurs de Frédéric Pelle
- 2011 : Des vents contraires de Jalil Lespert
- 2025 : 37 Secondes de Laure de Butler

## Distinctions
- Molière 2019 du Seule en scène pour Girls and Boys, de Dennis Kelly, avec Constance Dollé[2]
- Prix Laurent-Terzieff 2019 du Syndicat de la Critique pour Girls and boys, de Dennis Kelly, avec Constance Dollé[3]
- Prix Jean-Claude Brialy au Concours des Compagnies du Festival d’Anjou 2019 pour Girls and Boys, de Dennis Kelly, avec Constance Dollé[4]
- Lutin de la meilleure actrice 2001 pour Les filles du 12, Réal. Pascale Breton (Paris-Brest Productions)